# Гарбер (Оклахома)
Гарбер (англ. Garber) — місто (англ. city) в США, в окрузі Гарфілд штату Оклахома. Населення — 725 осіб (2020).

## Географія
Гарбер розташований за координатами 36°26′11″ пн. ш. 97°34′51″ зх. д. / 36.43639° пн. ш. 97.58083° зх. д. (36.436512, -97.580941).  За даними Бюро перепису населення США в 2010 році місто мало площу 1,30 км², уся площа — суходіл.

## Демографія
Згідно з переписом 2010 року, у місті мешкали 822 особи в 333 домогосподарствах у складі 221 родини. Густота населення становила 634 особи/км².  Було 397 помешкань (306/км²).
Расовий склад населення:
| - 94,3 % — білих - 2,7 % — корінних американців - 0,6 % — азіатів - 0,5 % — вихідців з тихоокеанських островів - 0,1 % — чорних або афроамериканців |

До двох чи більше рас належало 1,6 %. Частка іспаномовних становила 1,6 % від усіх жителів.
За віковим діапазоном населення розподілялося таким чином: 27,3 % — особи молодші 18 років, 58,3 % — особи у віці 18—64 років, 14,4 % — особи у віці 65 років та старші. Медіана віку мешканця становила 37,6 року. На 100 осіб жіночої статі у місті припадало 94,3 чоловіків;  на 100 жінок у віці від 18 років та старших — 93,5 чоловіків також старших 18 років.
Середній дохід на одне домашнє господарство  становив 44 534 долари США (медіана — 37 143), а середній дохід на одну сім'ю — 53 425 доларів (медіана — 46 250). За межею бідності перебувало 14,2 % осіб, у тому числі 17,7 % дітей у віці до 18 років та 6,3 % осіб у віці 65 років та старших.
Цивільне працевлаштоване населення становило 229 осіб. Основні галузі зайнятості: освіта, охорона здоров'я та соціальна допомога — 19,7 %, сільське господарство, лісництво, риболовля — 11,4 %, роздрібна торгівля — 9,2 %, виробництво — 9,2 %.